# Mauro Guevgeozián
Mauro Guevgeozián Crespo (en armenio: Մաուրո Գևգեոզյան) (Montevideo, Uruguay, 10 de mayo de 1986) es un futbolista uruguayo-armenio. Juega como delantero centro y su equipo actual es el campeón del interior Club Atlético Quilmes de Florida, Uruguay. Ha sido internacional con la selección de Armenia.

## Carrera
Comenzó su carrera en el 2004 en Fénix de Uruguay y luego tuvo un breve paso por el fútbol armenio, en el FC Pyunik. En 2008 pasó a Cerrito donde fue goleador del equipo y salió campeón del Torneo Clausura de la Segunda División de Uruguay. En 2009 retorna a Fénix donde se consolidó como el goleador de la segunda división, lo que llevó a su llegada al Everton de Chile para el torneo de clausura 2009.

### Club Atlético Peñarol
En 2011 volvió a Uruguay para jugar en Peñarol donde se consagró subcampeón de la Copa Libertadores de ese año al perder la final ante el Santos de Brasil. Pese a este logro, jugó la mayoría del tiempo en la reserva.
Es así que Fénix contrata nuevamente a Guevgeozian en 2012. En el conjunto albivioleta vuelve a ser figura deslumbrante y goleador del equipo. Incluso le anotó tres goles en dos partidos a su exequipo Peñarol, uno de ellos de chilena, que fue premiado como el mejor gol de esa etapa. 

### Club Libertad
En enero de 2013, fue transferido al Club Libertad de Paraguay, equipo en el que tampoco tuvo las oportunidades deseadas.

### Club Alianza Lima
A mitad de 2013 es cedido a préstamo a Alianza Lima de Perú, donde vuelve a demostrar sus cualidades goleadoras, anotando 7 goles en el Torneo Descentralizado con la camiseta blanquiazul y siendo uno de los jugadores preferidos de la parcialidad aliancista. En 2014, es goleador de su equipo en el Torneo del Inca. En la final de la Copa Inca, anotó en el empate 2 a 2 con la Universidad San Martín, además de convertir el último lanzamiento penal, con el que Alianza Lima se consagró campeón del Torneo del Inca 2014. 
Marcó su gol 100 jugando para el Atlético Bucaramanga el 5 de noviembre de 2016 en la derrota 2-1 contra La Equidad en el Estadio Metropolitano de Techo.
En el 2017 fue fichado por Temperley por pedido de Gustavo Álvarez, en Temperley realizaría una gran temporada, logrando anotar 7 goles
En 2020 regresa al Perú para fichar por UTC. No duró mucho en el club, ya que a finales de 2020 el club Carlos A. Mannucci lo fichó por todo el 2021.

## Selección nacional
A pesar de haber nacido en Uruguay, Guevgeozián era elegible por Armenia dado el origen de sus abuelos paternos. Debutó con la selección de Armenia contra Argelia en la derrota 3-1. También jugó contra Emiratos Árabes Unidos ingresando a los 69' en la victoria (4-3). Debido a problemas de documentación no pudo jugar las eliminatorias de la Eurocopa 2016, había sido convocado para el amistoso ante Letonia y Dinamarca por las eliminatorias.

## Clubes
| Club                        | País                | Año                       | Partidos | Goles | Promedio |
| --------------------------- | ------------------- | ------------------------- | -------- | ----- | -------- |
| Fénix                       | Uruguay             | 2004 - 2007 / 2008 - 2009 | 30       | 20    | 0,67     |
| Pyunik                      | Armenia             | 2007                      | 1        | 0     | 0,00     |
| Cerrito                     | Uruguay             | 2008                      | 18       | 12    | 0,67     |
| Everton                     | Chile               | 2009 - 2010               | 43       | 15    | 0,35     |
| Peñarol                     | Uruguay             | 2011 - 2012               | 4        | 0     | 0,00     |
| Fénix                       | Uruguay             | 2012                      | 28       | 17    | 0,61     |
| Libertad                    | Paraguay            | 2013                      | 4        | 0     | 0,00     |
| Alianza Lima                | Perú                | 2013 - 2015               | 82       | 29    | 0,37     |
| Atlético Bucaramanga        | Colombia            | 2016                      | 24       | 11    | 0,46     |
| Temperley                   | Argentina           | 2017                      | 16       | 7     | 0,44     |
| Newell's Old Boys           | Argentina           | 2017                      | 9        | 1     | 0,11     |
| Belgrano                    | Argentina           | 2018                      | 11       | 2     | 0,18     |
| Gimnasia y Esgrima La Plata | Argentina           | 2018                      | 11       | 1     | 0,09     |
| Temperley                   | Argentina           | 2019                      | 15       | 4     | 0,27     |
| Univ. Técnica de Cajamarca  | Perú                | 2020                      | 25       | 14    | 0,56     |
| Carlos A. Mannucci          | Perú                | 2021                      | 16       | 3     | 0,19     |
| Sport Boys                  | Perú                | 2022                      | 20       | 4     | 0,20     |
| Fénix                       | Uruguay             | 2023                      | 6        | 0     | 0,00     |
| Total en su Carrera         | Total en su Carrera | Total en su Carrera       | 363      | 140   | 0,39     |

## Palmarés

### Títulos nacionales
| Título            | Club                | País    | Año  |
| ----------------- | ------------------- | ------- | ---- |
| Segunda División  | C. A. Fénix         | Uruguay | 2007 |
| Primera División  | F. C. Pyunik Ereván | Armenia | 2007 |
| Segunda División  | C. A. Fénix         | Uruguay | 2009 |
| Torneo Intermedio | Club Alianza Lima   | Perú    | 2014 |

### Distinciones individuales
| Distinción                                                                  | Año  |
| --------------------------------------------------------------------------- | ---- |
| Goleador de la Segunda División Uruguaya                                    | 2009 |
| Preseleccionado como delantero en el mejor once de la Liga 1 según la SAFAP | 2020 |